# ノリリスク・アリケリ空港
ノリリスク・アリケリ空港（露： Аэропорт Алыкель、英：Alykel Airport）は、ロシア連邦クラスノヤルスク地方ノリリスクにある空港である。ノリリスク市の西35㎞に位置しており、1964年に開港した。ノードスター航空のハブ空港となっている。

## 沿革
1964年から、ソビエト連邦空軍主導で極秘裏に建設された。当時は冷戦下でありアメリカ空軍偵察機に発見されるまで、新空港の存在は西側諸国だけではなく地元民すらも知らなかった。
当時の空港滑走路は全長1,829ｍで主にソ連の対米国戦略爆撃機や偵察機、要撃機が配備されていた。
1991年のソビエト連邦の崩壊により、民間共用が開始されたがロシア空軍の拠点としての位置付けは変わっていない。
1990年代時点では、スホーイSu-15M24機の配備が確認されている。
1998年から、極圏航路1（別名ポーラールート１）のダイバート空港に認定された。
極圏航路を飛行するワイドボディ機の着陸を可能とする為、滑走路を3,430ｍに延長した。

## 就航航空会社と就航都市

### 国内線
| 航空会社             | 就航地 |
| -------------------- | --- |
| ノルドスター航空     | アバカン、エカテリンブルク、クラスノヤルスク、モスクワ/ドモジェドヴォ、ノヴォシビルスク、ソチ、サンクトペテルブルグ、ウファ、ペルミ、ミネラーリヌィエ・ヴォードィ |
| S7航空               | モスクワ/ドモジェドヴォ、ノヴォシビルスク |
| クラスアヴィア       | ディクソン、ハタンガ |
| レッドウィングス航空 | チェリャビンスク |

## アクセス

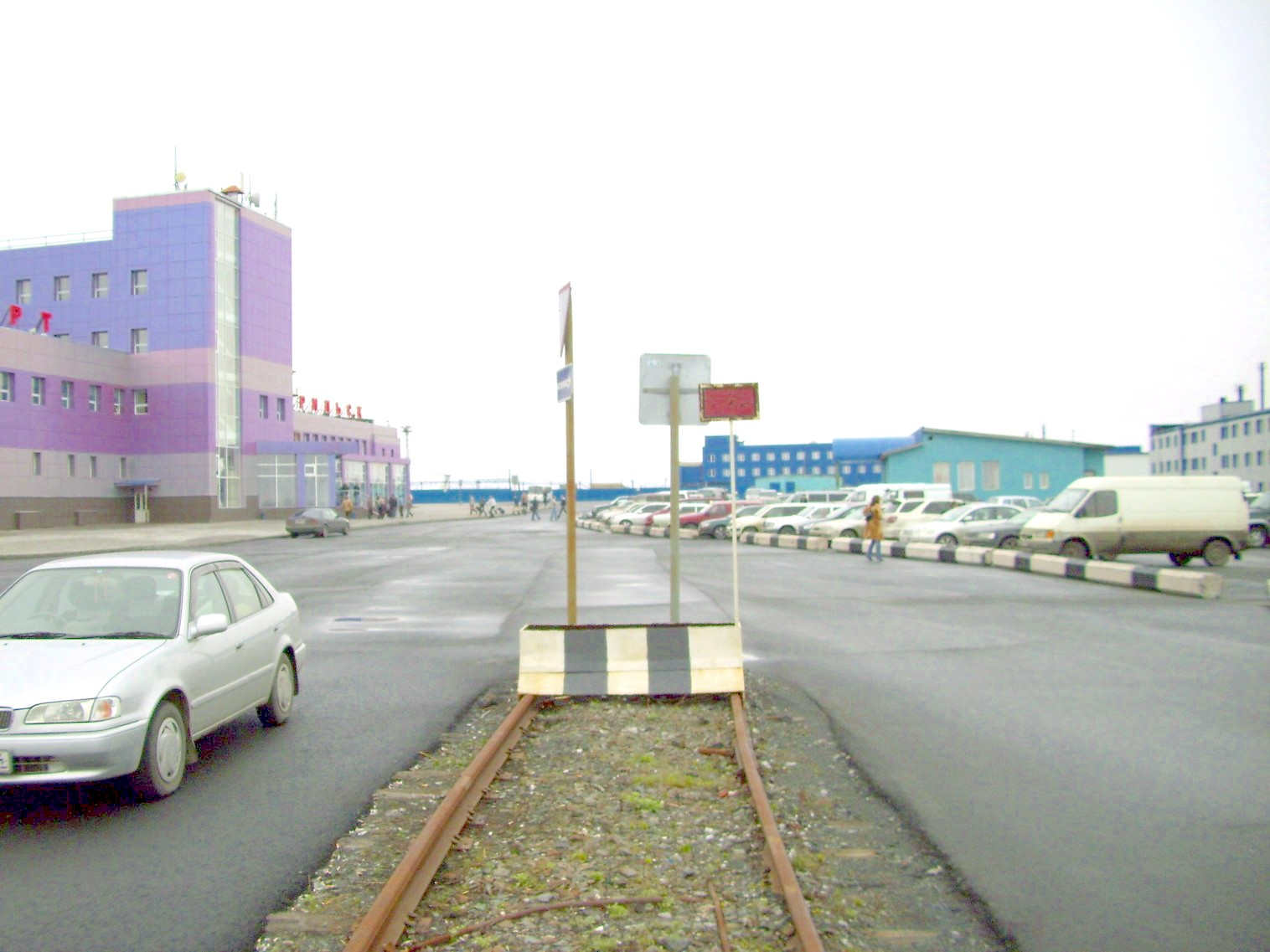
ノリリスク空港の廃線跡

### 鉄道
1967年11月22日から1998年までノリリスク市街地の中心にある駅まで電気鉄道が通じていたが、現在は廃線となっている。

### 自動車
ノリリスク市内へ道路が通じている。

## 事故
1981年11月16日、アエロフロート・ロシア航空3603便（ツポレフTU-154）が着陸中に墜落。乗客乗員167名中99名が死亡。